# سسک باهاما

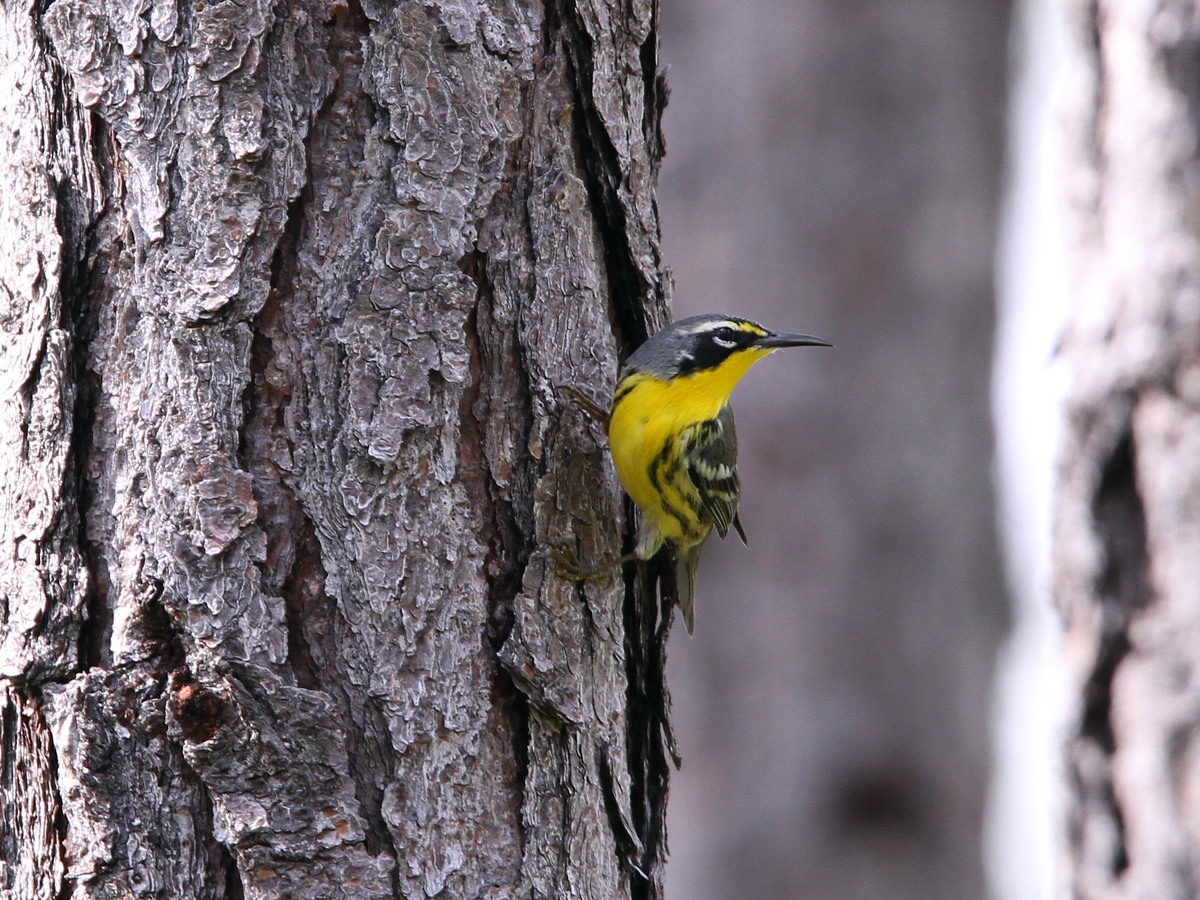
سسک باهاما یک گونه از گنجشک سانان

سسک باهاما (نام علمی: Setophaga flavescens) نام یک گونه از راسته گنجشک‌سانان است.